# 지저스 크라이스트 슈퍼스타

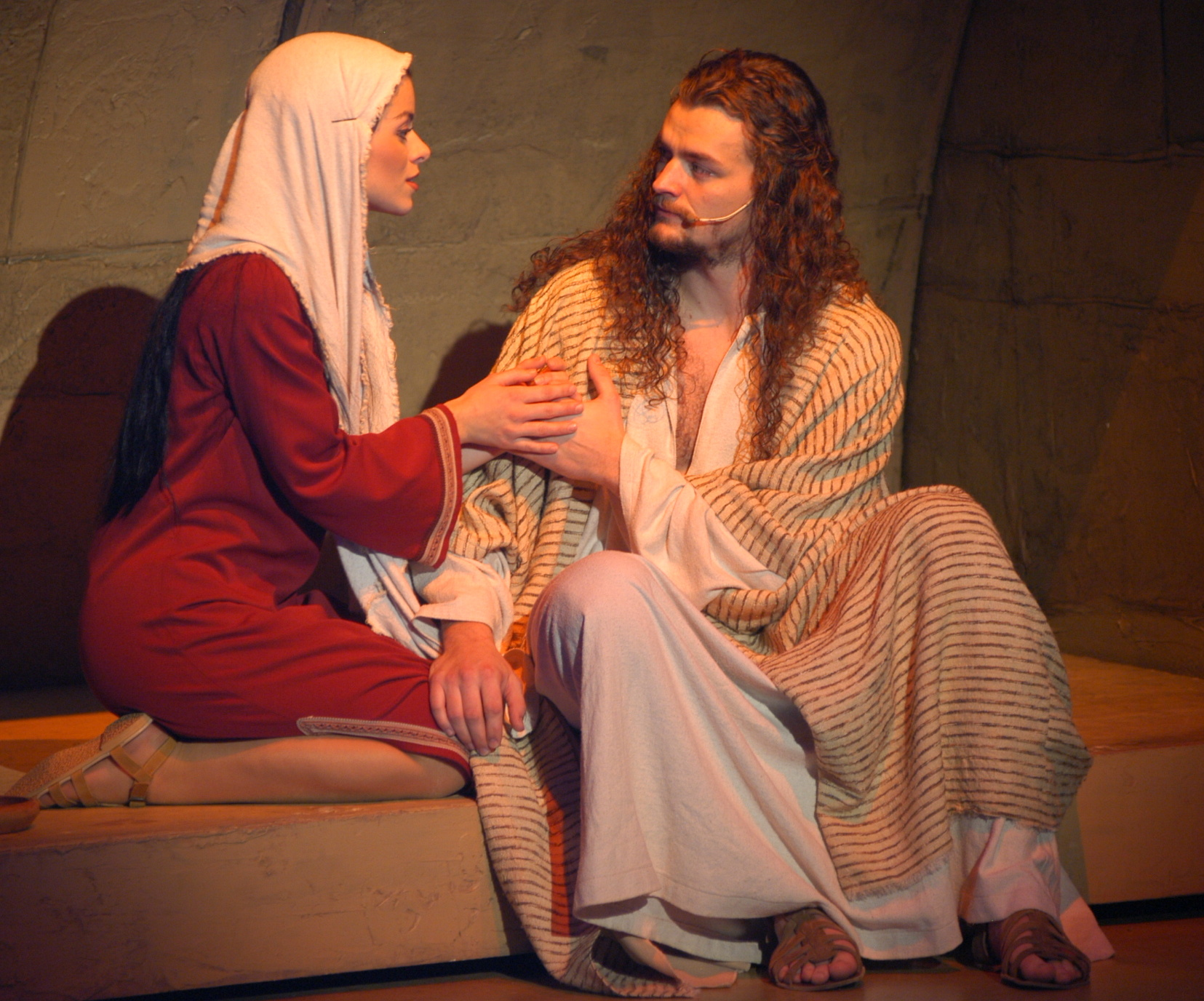

지저스 크라이스트 슈퍼스타(영어: Jesus Christ Superstar)는 신약성경을 소재로 예수가 십자가에 못박혀 죽기 전 마지막 7일간을 그린 록 뮤지컬이다. 작사는 팀 라이스, 작곡은 앤드루 로이드 웨버. 1971년 브로드웨이에서 초연되었다.